# Thomas Hemsley
Thomas Jeffrey Hemsley, né le 12 avril 1927 et mort le 11 avril 2013, est un baryton anglais.

## Biographie
Hemsley est né à Coalville, dans le Leicestershire. Après avoir obtenu son diplôme en physique et tout en faisant encore partie de la chorale de la cathédrale St. Paul de Londres, Hemsley fait ses débuts en 1951 dans le rôle d'Énée de Purcell au théâtre Mermaid (en) de Londres, aux côtés de Kirsten Flagstad et de Maggie Teyte, et débute à Glyndebourne en 1953. Il est premier baryton à l'Opéra d'Aachen de 1953 à 1956, au Deutsche Oper am Rhein de 1957 à 1963 et à l'Opéra de Zürich de 1963 à 1967. Il a été un interprète important du rôle de Beckmesser dans Les Maîtres chanteurs de Nuremberg : il a interprété ce rôle à Bayreuth de 1968 à 1970 et l'a enregistré sous la baguette de Rafael Kubelík.
En 1960, Hemsley crée le rôle de Demetrius dans Le Songe d'une nuit d'été de Britten au sein de l'English Opera Group à Aldeburgh.
En 1965, Hemsley est, à Liverpool, le soliste baryton dans la seconde interprétation britannique (la quatrième interprétation mondiale) du Requiem de Delius, sous la direction de Charles Groves.
Il fait ses débuts au Covent Garden en 1970 en y créant le rôle de Mangus dans The Knot Garden de Tippett, et en 1974, crée le rôle de Caesar dans l'opéra The Catiline Conspiracy d'Iain Hamilton au Scottish Opera.
Dans la dernière partie de sa carrière, il enseigne à la Guildhall School of Music and Drama, à Londres, à partir de 1987 et est directeur du programme d'opéra de 1987 à 2004 à l'École d'été internationale de Dartington (en).
En 2000, il se voit décerner le titre de commandeur de l'Ordre de l'empire britannique (CBE) pour les services qu'il a rendus à la musique.
Hemsley est mort le 11 avril 2013, la veille de son 86e anniversaire,.